# Amsterdam Internet Exchange
Amsterdam Internet Exchange sau AMS-IX este cel mai mare Internet Exchange din lume, atât ca volum de trafic că și ca număr de membri. AMS-IX este situat în Amsterdam, Olanda.

## Istoric
În februarie 1994, o infrastructură de tip layer 2 folosită de instituții academice a fost conectată cu CERN pentru a face schimb de trafic. Cu timpul și altor operatori de telecomunicații li s-a permis să se conecteze la acest nod, tot atunci apărând și numele de AMS-IX. În anul 1997 a fost fondată The AMS-IX Association, având 20 de membri fondatori (furnizori de servicii și transportatori de date). În 2002 a fost înființat Nederlands Internet Exchange, ca o alternativă de siguranță pentru AMS-IX.
La 1 octombrie 2008, în AMS-IX erau conectați 303 membri pe 569 porturi, iar vîrful de trafic a atins 482 Gbit/s. Aceasta face ca AMS-IX să fie cel mai mare Internet Exchange din lume, înaintea DECIX (Deutscher Commercial Internet Exchange) și LINX (London Internet Exchange).

## Puncte de prezență
AMS-IX are 6 POP-uri în Amsterdam:
- SARA (Science Park Amsterdam, Oost/Watergraafsmeer)
- NIKHEF (Science Park Amsterdam, Oost/Watergraafsmeer)
- GlobalSwitch (Slotervaart)
- TelecityRedbus (Amsterdam Zuidoost)
- euNetworks (Amsterdam Zuid)
- Equinix AM1 (Amsterdam Zuidoost)